# Church Fenton (flygplats)
Church Fenton är en flygplats i Storbritannien.   Den ligger i grevskapet North Yorkshire och riksdelen England, i den centrala delen av landet, 270 km norr om huvudstaden London. Church Fenton ligger 8 meter över havet.
Flygplatsen öppnade 1937 som en bas för Storbritanniens flygvapen (Royal Air Force Church Fenton). Flygbasen stängde 2013 och flygplatsen är numera en flygplats för allmänflyg med namnet Leeds East Airport. 
Terrängen runt Church Fenton är platt. Runt Church Fenton är det ganska tätbefolkat, med 120 invånare per kvadratkilometer. Närmaste större samhälle är York, 15,6 km nordost om Church Fenton. Trakten runt Church Fenton består till största delen av jordbruksmark.